# Lac Washburn
Pour les articles homonymes, voir Washburn.
Le lac Washburn (en anglais : Washburn Lake) est un lac américain dans le comté de Madera, en Californie. Il est situé à 2 320 mètres d'altitude au sein de la Yosemite Wilderness, dans le parc national de Yosemite.